# Parotocinclus maculicauda
Parotocinclus maculicauda es una especie de peces de la familia Loricariidae en el orden de los Siluriformes.

## Morfología
Los machos pueden llegar alcanzar los 6 cm de longitud total.

## Distribución geográfica
Se encuentran en Sudamérica: ríos costeros entre Santa Catarina y Río de Janeiro (Brasil ).